# Armand Nompar de Caumont
Pour les autres membres de la famille, voir Famille de Caumont.
Armand Nompar de Caumont, marquis puis 2e duc de La Force, comte de Mussidan, baron de Castelnau, et autres lieux, né vers 1580 et décédé le 16 décembre 1675 dans son château de La Force en Périgord, est un maréchal de France.

## Biographie
Armand de Caumont est le fils aîné de Jacques Nompar de Caumont, militaire huguenot puis 1er duc de La Force et maréchal de France, sous Louis XIII, et le petit-fils d'Armand de Gontaut-Biron, maréchal de France sous Henri III. Sa mère est Charlotte de Gontaut (1561-1635).
Vers 1600, il épouse Jeanne de La Rochefaton, dame de Saveilles qui décède en 1667. Ils ont deux enfants, 
- Jacques, mort sans alliance en 1661, et
- Charlotte, femme du maréchal de Turenne, morte aussi sans postérité.

Il se marie en secondes noces à Louise de Belzunce.
Le 26 décembre 1610, il est capitaine-lieutenant des gardes du corps de Louis XIII.
Le 19 mars 1625, il devient maréchal de camp, fait les guerres d'Italie et réussit à capturer Saluces, Villefranche et Pancale. En Lorraine, il combat les Impériaux et remporte la bataille de Raon.
De 1632 à 1637, il est maître de la garde-robe du roi, fonction occupée avant lui par comte de Chalais.
Il est présent aux sièges de Corbie (1636) et Fontarrabie (1638).
À la suite du décès de son père, il hérite du duché-pairie de La Force, et obtient le bâton de maréchal de France la même année le 29 août 1652.
Le peintre français Philippe de Champaigne († 1674) a réalisé un portrait du duc de La Force à l'âge mûr, dont la date est inconnue.
Sans héritier mâle, il meurt dans le fief de sa famille en Périgord pendant l'hiver 1675-1676, et ses titres reviennent à son frère Henri-Nompar de Caumont, duc de La Force.